# SZ Чаши
SZ Чаши (SZ Crateris, сокращ. SZ Crt) — двойная звезда в южном созвездии Чаши. SZ Чаши состоит из двух звёзд, имеющих видимую звёздную величину +8,61m и 11.0m, и, согласно шкале Бортля, они обе не видны невооружённым глазом.
Из измерений параллакса, полученных во время миссии Gaia, известно, что обе звезды удалены от Земли примерно на
42,68±0,05 св. лет (13,09±0,01 пк) и на 42,72±0,05 св. лет (13,10±0,02 пк), соответственно. Звезда наблюдается южнее 70° с. ш., что означает, что она наблюдается южнее о-вов Тромс, Вайгач, Айон и Диско, то есть, видна практически на всей территории обитаемой Земли, за исключением приполярных областей Арктики.
Система SZ Чаши движется весьма быстро относительно Солнца: её радиальная гелиоцентрическая скорость равна 14,4 км/с, что почти в 1,5 раза больше скорости местных звёзд Галактического диска, также это означает, что звезда удаляется от Солнца. По небосводу звезда движется на юго-восток.
Средняя пространственная скорость SZ Чаши имеет компоненты (U, V, W)=(13,86±0,37, −3,51±1,97, 1,65±1,53), то есть: U=13,86 км/с (движение по направлению к галактическому центру), V=−3,51 км/с (движение против направлении галактического вращения) и W=1,65 км/с (движение в направлении галактического северного полюса). Галактическая орбита SZ Чаши находится на расстоянии от 22 700 до 32 500 св. лет от центра Галактики с эксцентриситетом орбиты равным 0,092. Из наклонения орбиты следует, что система находится на 352 св. лет выше плоскости галактического диска.
Система SZ Чаши является членом движущейся группы звёзд Большой Медведицы, которые имеют схожее движение в пространстве.

## Свойства двойной звезды
SZ Чаши— это довольно широкая пара звёзд (звёзды видны в телескоп и их движение может изучаться с помощью микрометра). Обе звезды отдалены друг от друга на угловое расстояние в 5,896 ″, что соответствует большой полуоси орбиты между компаньонами, по крайней мере, 67,66 а.е. и периоду обращения 714,6 лет (для сравнения радиус орбиты Эриды равен 67,8 а.е. а период обращения равен 558,04 года (подобный меньший период обращения связан с тем, что SZ Чаши A имеет меньшую массу, чем Солнце).
У орбиты довольно большой эксцентриситет, который равен 0,63. Таким образом, в процессе вращения друг вокруг друга звёзды то сближаются на расстояние 25 а.е. (несколько ближе орбиты Нептуна, чья большая полуось равна 30 а.е.), то удаляются на расстояние 110 а.е. В 1994 году две звезды были уделены друг от друга на угловое расстояние в 5,1 ″, что эквивалентно 112,41 а.е., то есть звёзды находились почти в апоастре.
Если смотреть со стороны SZ Чаши B на SZ Чаши A, то будет видна оранжевая звезда, которая светит с яркостью от −14,71m, то есть с яркостью 6,12 Лун в полнолуние. (в среднем, в зависимости от положения звезды на орбите). При этом угловой размер звезды (в среднем) будет — ~0,005°, то есть угловой размер звезды составит 1 % от углового размера нашего Солнца. С другой стороны, если смотреть со стороны SZ Чаши A на SZ Чаши B, то будет видна красная звезда, которая светит с яркостью −12,44m, то есть с яркостью 0,01 Лун в полнолуние. При этом угловой размер звезды (в среднем) будет — ~0,003°, что составляет 0,67 % диаметра нашего Солнца. Более точные параметры звёзд приведены в таблице:
| | В периастре (25 а.е.) | В периастре (25 а.е.) | В периастре (25 а.е.)          | В периастре (25 а.е.) | В апоастре (110 а.е.) | В апоастре (110 а.е.) | В апоастре (110 а.е.)          | В апоастре (110 а.е.) |
| m | L☾                    | D°                    | {\displaystyle D_{\bigodot }}% | m                     | L☾                    | D°                    | {\displaystyle D_{\bigodot }}% |                       |
| --- | --------------------- | --------------------- | ------------------------------ | --------------------- | --------------------- | --------------------- | ------------------------------ | --------------------- |
| A→B | -14,57                | 5,38                  | 0,009                          | 1,8 %                 | -11,35                | 0,28                  | 0,002                          | 0,41 %                |
| B→A | -16,84                | 43,54                 | 0,013                          | 2,69 %                | -13,62                | 2,25                  | 0,003                          | 0,61 %                |
| - m — видимая звёздная величина; - * L☾ — светимость, выраженная в светимостях Луны в полнолуние; - D° — угловой диаметр звезды выраженный в градусах (угловой диаметр Солнца — 0,5°); - {\displaystyle D_{\bigodot }}% — диаметр звезды выраженный в процентах от диаметра Солнца; |                       |                       |                                |                       |                       |                       |                                |                       |

Основываясь на гирохронологии, предполагаемый возраст SZ Чаши A составляет менее 200 млн. лет, также известно, что звёзды с массой оранжевого карлика живут на главной последовательности порядка 40 млрд. лет, а с массами красного карлика живут ещё дольше. Таким образом, через несколько десятков миллиардов лет SZ Чаши A станет красным гигантом, а затем, сбросив внешние оболочки, она станет белым карликом.
SZ Чаши A демонстрирует переменность: во время наблюдений яркость звезды колеблется на 0,035m, и имеет цикл изменчивости в видимом излучении 11,58 дней (объект, вызывающий переменность, не уточняется); тип переменной установлен — как BY Дракона. Звезда имеет обозначение, характерное для переменных звёзд SZ Crt.

### Свойства компонента A
SZ Чаши A, судя по её спектральному классу K7V, является карликовой звездой, что указывает на то, что ядерным «топливом» служит водород в ядре звезды, то есть звезда находится на главной последовательности. Звезда излучает энергию со своей внешней атмосферы при температуре порядка 4162 К что придаёт ей характерный оранжевый цвет звезды спектрального класса K.
Масса звезды точно не определена, однако известно, что звёзды спектрального класса K7V имеют массу порядка 0,6 {\displaystyle M_{\bigodot }}.
В связи с небольшим расстоянием до звезды её радиус может быть измерен непосредственно, и такая попытка была сделана в 1967 году а поскольку звезда двойная, то в таблицу ниже внесены оба компонента:
| Компонент   | m     | Спектр | Rабс ({\displaystyle R_{\bigodot }}) | Комм.  |
| GLIESE 425A | 8.70  | M0V    | 0,66                                 | [ 29 ] |
| GLIESE 425B | 11.00 | —      | 0.42                                 | [ 30 ] |

В настоящее время известно, что радиус звезды равен 0,63 {\displaystyle R_{\bigodot }}, то есть измерение 1967 года было весьма точным. Светимость звезды, исходя из закона Стефана — Больцмана, равна 0,11 {\displaystyle L_{\bigodot }}. Для того, чтобы планета, аналогичная Земле, получала примерно столько же энергии, сколько она получает от Солнца, она должна была бы находиться от SZ Чаши A на расстоянии 0,33 а. е., то есть примерно на орбите Меркурия. С такого расстояния SZ Чаши A выглядела бы почти вдвое больше Солнца, каким его видно с Земли — 1,02° (угловой диаметр Солнца — 0,5°).
Значение поверхностной гравитации равно 4,5 СГС или 316 м/с2, то есть на 15 % больше, чем на Солнце (274,0 м/с2). Скорость вращения у SZ Чаши A более чем в 2 раза больше солнечной и равна 4,5 км/с, что даёт период вращения звезды 7,3 дня.
Звездам, имеющим планеты, свойственна тенденция иметь бо́льшую металличность по сравнению Солнцем, однако SZ Чаши A имеет значение металличности почти такую же, как на Солнце 0,04, то есть 110 % от солнечного значения, что позволяет предположить, что звезда переместилась из других областей Галактики, где было больше металлов, и зародилась в молекулярном облаке, где, благодаря более плотному звёздному населению, имеется большее количество сверхновых звёзд.

### Свойства компонента B
Звезда SZ Чаши B является красным карликом оранжевого спектрального класса M2.5Ve, то есть водород в ядре звезды служит ядерным «топливом», а сама звезда находится на главной последовательности. Звезда излучает энергию со своей внешней атмосферы при температуре порядка 3670 К, что придаёт ей характерный красный цвет. Масса звезды точно не определена, однако известно, что звёзды подобного спектрального класса имеют массу порядка 0,4 {\displaystyle M_{\bigodot }}. Её радиус равен 0,42 {\displaystyle R_{\bigodot }}, а светимость около 0,109 {\displaystyle L_{\bigodot }}.

## История изучения кратности звезды
В 1877 году американский астроном О. Стоун открыл двойственность SZ Чаши, то есть был открыт компонент AB и звёзды вошли в каталоги как STN 22. Согласно Вашингтонскому каталогу визуально-двойных звёзд, параметры этих компонент приведены в таблице:
| Компонент | Год  | Количество измерений | Позиционный угол | Угловое расстояние | Видимая звёздная величина компонента I | Видимая звёздная величина компонента II |
| AB        | 1877 | 20                   | 306°             | 6.4″               | 8.88m                                  | 11.27m                                  |
| AB        | 2015 | 20                   | 354°             | 3.8″               | 8.88m                                  | 11.27m                                  |

Обобщая все сведения о звезде, можно сказать, что у звезды SZ Чаши есть спутник (компонент AB), звезда 11-й величины, находящаяся на угловом расстоянии 3,8 секунды дуги, которое менялось за последние 138 лет при движении по эллиптической орбите и это, несомненно, настоящий компаньон.

## Ближайшее окружение звезды
Следующие звёздные системы находятся на расстоянии в пределах 20 световых лет от звезды SZ Чаши (включены только: самая близкая звезда, самые яркие (<6,5m) и примечательные звёзды). В таблице их спектральные классы приведены на фоне цвета этих классов (эти цвета взяты из названий спектральных типов и не соответствуют наблюдаемым цветам звёзд):
| Звезда       | Спектральный класс | Расстояние, св. лет |
| HD 101259    | G6-8V              | 4.47                |
| Альфа Ворона | F1V                | 10.62               |
| HR 4458      | K0 V / M V         | 14.32               |
| Глизе 433    | M1,5V              | 15.50               |
| Глизе 465    | M2.5 V             | 16.74               |
| Бета Девы    | F9 VC              | 17.44               |
| Гамма Девы   | F0V+... D          | 19.68               |

Рядом со звездой, на расстоянии 20 световых лет, есть ещё порядка 30 красных, оранжевых и жёлтых карликов спектрального класса G, K и M, а также 2 белых карлика, которые в список не вошли.